# Communauté de communes de la Raye
La communauté de communes de la Raye était une structure intercommunale française, située dans le département de la Drôme et la région Auvergne-Rhône-Alpes. Le 7 janvier 2017, elle a cessé d'exister lors de sa fusion avec la communauté d'agglomération Valence Romans Agglo.

## Histoire
La communauté de communes a été créée en 2010.
Le schéma départemental de coopération intercommunale de 2011 prévoyait la fusion avec les communautés d'agglomération Valence Agglo – Sud Rhône-Alpes, du Pays de Romans, et des communautés de communes du Canton de Bourg-de-Péage, des Confluences Drôme Ardèche (partie drômoise) et l'intégration d'Ourches et des trois communes ardéchoises de Guilherand-Granges, Saint-Péray et Cornas. Un des amendements proposait son maintien en l'état.
Un autre amendement a été proposé dans le cadre de la procédure du « passer outre », en retirant Charpey et Saint-Vincent-la-Commanderie de la communauté de communes du canton de Bourg-de-Péage, pour les inclure dans la communauté de communes de la Raye, mais celui-ci a été rejeté.
En 2015, au vu de la loi no 2015-991 du 7 août 2015 portant nouvelle organisation territoriale de la République (dite loi NOTRe), la communauté de communes de la Raye doit fusionner avec une autre structure intercommunale, sa population étant inférieure à 5 000 habitants. Il était proposé une fusion avec la communauté d'agglomération Valence Romans Agglo et la communauté de communes du Pays de l'Herbasse ; un rattachement à ladite communauté d'agglomération s'avérait cohérent, notamment parce que les cinq communes de la CC de la Raye sont comprises dans le bassin de vie de Chabeuil, l'aire urbaine et la zone d'emploi de Valence, et « orientées vers la plaine de Valence ».
Le SDCI, validé en mars 2016, valide la fusion avec la communauté d'agglomération Valence Romans Agglo. La CC du Pays de l'Herbasse fusionnera, après amendement de son président validé par la commission départementale de coopération intercommunale, avec la communauté de communes Hermitage-Tournonais.
Le 7 janvier 2017, la CC de la Raye est englobée dans la CA Valence Romans Agglo et cesse d'exister.

## Territoire communautaire

### Géographie
La communauté de communes est située au centre du département de la Drôme, « à dix minutes de la gare TGV de Valence, adossée sur le contrefort sud-ouest du Vercors ».

### Composition
Elle était composée des cinq communes suivantes :
| Nom            | Code Insee | Gentilé         | Superficie (km2) | Population (dernière pop. légale) | Densité (hab./km2) |
| -------------- | ---------- | --------------- | ---------------- | --------------------------------- | ------------------ |
| Peyrus (siège) | 26232      | Peyrusiens      | 10,48            | 614 (2014)                        | 59                 |
| Barcelonne     | 26024      | Barcelonnais    | 8,28             | 350 (2014)                        | 42                 |
| Châteaudouble  | 26081      | Châteaudoublois | 17,37            | 585 (2014)                        | 34                 |
| Combovin       | 26100      | Combovinois     | 35,86            | 401 (2014)                        | 11                 |
| Montvendre     | 26212      | Montvendrois    | 17,24            | 1 112 (2014)                      | 65                 |

Quatre de ces cinq communes sont classées en zone de montagne.

### Démographie
| 1968  | 1975  | 1982  | 1990  | 1999  | 2008  | 2013  |
| ----- | ----- | ----- | ----- | ----- | ----- | ----- |
| 1 506 | 1 524 | 1 745 | 2 268 | 2 552 | 2 939 | 3 035 |

## Administration

### Siège
Le siège de la communauté de communes était situé à Peyrus.

### Présidence
Le conseil communautaire du 15 avril 2014 a élu son président, François Bellier (maire de Châteaudouble), et désigné quatre vice-présidents : Bruno Servian, Séverine Bouit, Georges Deloche et Patrick Siégel.

### Compétences
L'intercommunalité exerce des compétences qui lui sont déléguées par les communes membres.
- Développement économique : création, aménagement, entretien et gestion de zones d'activité industrielle, commerciale, tertiaire, artisanale ou touristique, actions de développement économique
- Aménagement de l'espace : schémas de cohérence territoriale et de secteur
- Environnement et cadre de vie : assainissement non collectif, collecte et traitement des déchets ménagers et assimilés
- Sanitaires et social : action sociale et aide sociale facultative

### Régime fiscal et budget
La communauté de communes applique la fiscalité professionnelle unique.

### Sources
- Base nationale sur l'intercommunalité